# Wohnanlage Am Schäfersee

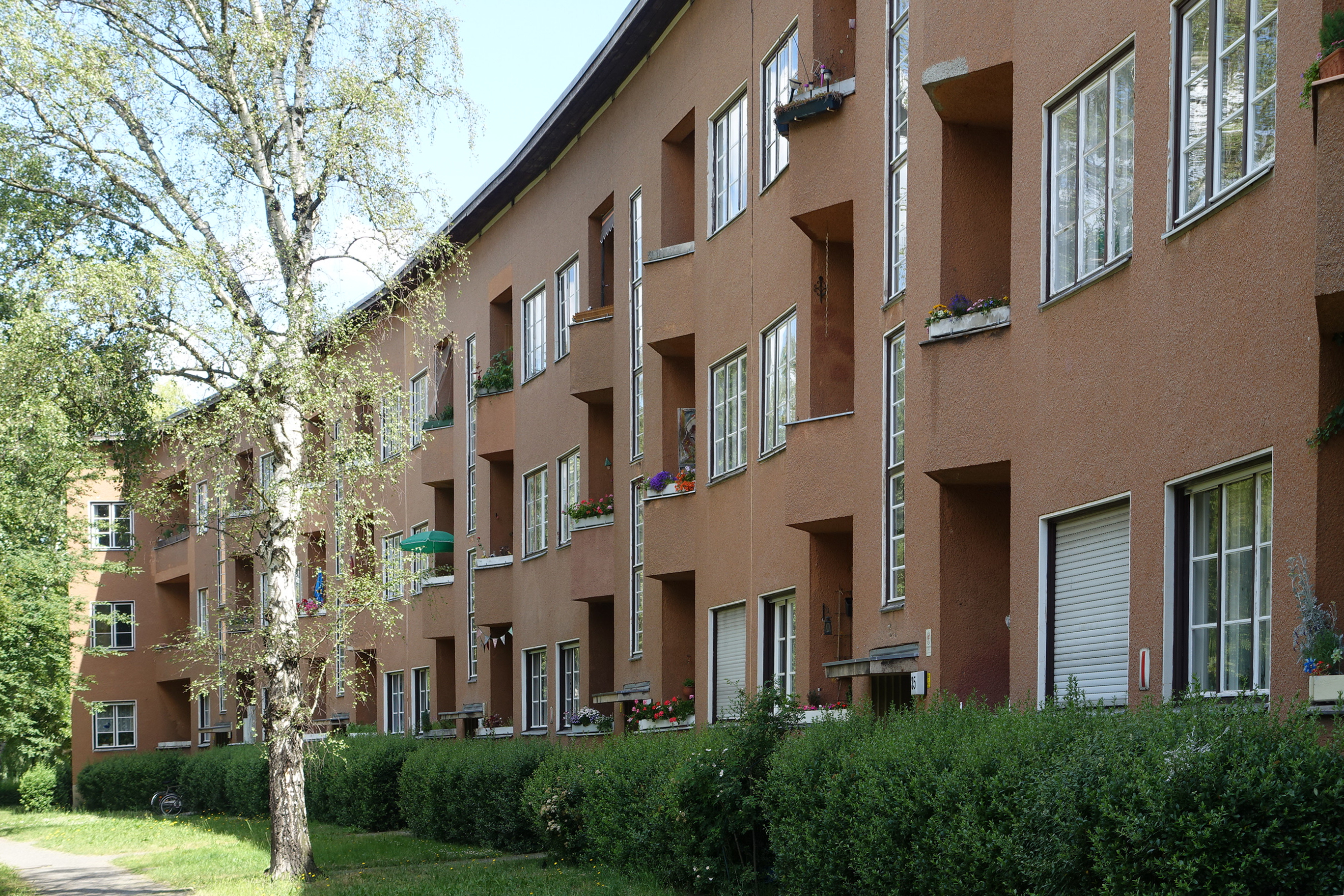
Wohnanlage Am Schäfersee (2015)

Die Wohnanlage Am Schäfersee ist eine von Fritz Beyer entworfene und in den Jahren 1930/31 erbaute denkmalgeschützte Wohnanlage im Berliner Ortsteil Reinickendorf.
Sie liegt zwischen Holländerstraße und Schäfersee. Die Häuser mit expressionistischen Stilelementen sind um einen hufeisenförmigen Innenhof gruppiert. Die im Auftrag der Stadt errichtete Anlage ist denkmalgeschützt und im Berliner Denkmalverzeichnis (Nr. 09011801) eingetragen.